# Distrito de Bánovce nad Bebravou
El distrito de Bánovce nad Bebravou (en eslovaco Okres Bánovce nad Bebravou) es una unidad administrativa (okres) de Eslovaquia Occidental, situado en la región de Trenčín, con 38 640 habitantes (en 2001) y una superficie de 462 km². Su capital es la ciudad de Bánovce nad Bebravou.

## Demografía
| Año        | 1994   | 2004    | 2014    | 2024    |
| ---------- | ------ | ------- | ------- | ------- |
| Población  | 38 695 | 38 385  | 36 833  | 34 910  |
| Diferencia |        | −0,80 % | −4,04 % | −5,22 % |

| Año        | 2023   | 2024    |
| ---------- | ------ | ------- |
| Población  | 35 186 | 34 910  |
| Diferencia |        | −0,78 % |

## Ciudades (población año 2017)
- Bánovce nad Bebravou (capital) 18 350

## Municipios
- Borčany 257
- Brezolupy 507
- Chudá Lehota 218
- Čierna Lehota 111
- Cimenná 95
- Dežerice 923
- Dolné Naštice 572
- Dubnička 118
- Dvorec 421
- Haláčovce 358
- Horné Naštice 469
- Krásna Ves 512
- Kšinná 501
- Libichava 138
- Ľutov 172
- Malá Hradná 384
- Malé Hoste 392
- Miezgovce 280
- Nedašovce 448
- Omastiná 37
- Otrhánky 412
- Pečeňany 509
- Pochabany 247
- Podlužany 854
- Pravotice 318
- Prusy 610
- Ruskovce 522
- Rybany 1468
- Šípkov 141
- Šišov 502
- Slatina nad Bebravou 416
- Slatinka nad Bebravou 188
- Timoradza 530
- Trebichava 36
- Uhrovec 1500
- Uhrovské Podhradie 34
- Veľké Chlievany 490
- Veľké Držkovce 658
- Veľké Hoste 577
- Vysočany 112
- Žitná-Radiša 449
- Zlatníky 676